# Макеев, Виктор Петрович
Ви́ктор Петро́вич Маке́ев (25 октября 1924 — 25 октября 1985) — создатель научно-конструкторской школы морского стратегического ракетостроения Советского Союза и России, генеральный конструктор.
Доктор технических наук (1965), академик АН СССР (1976, член-корреспондент АН СССР 1968), дважды Герой Социалистического Труда (1961, 1974), лауреат Ленинской (1959) и Государственных премий (1968, 1978, 1983). Окончил МАИ (1948), Высшие инженерные курсы при МВТУ им. Н. Э. Баумана (1950). Депутат Совета Национальностей Верховного Совета СССР 9-11 созывов (1974—1985) от Таджикской ССР. Кандидат в члены ЦК КПСС (1971—1976), член ЦК КПСС (1976—1985).

## Биография
Родился 25 октября 1924 года в селе Протопопове (ныне посёлок имени С. М. Кирова города Коломны) в семье потомственного рабочего Коломенского паровозостроительного завода. В 1930 году семья переехала в Москву, отец Макеева работал на государственном заводе № 22, стал мастером, позже — заместителем начальника отдела труда.
С 1939 года, после окончания общей семилетней школы, работал на авиационном заводе № 22 в Москве, с 1941 года — в эвакуации в Казани — чертёжником, конструктором. Проявил способности умело решать конструкторские задачи в условиях напряжённого серийного производства самолётов «Пе-2». Учился на вечернем отделении КАИ (1942), затем был переведён на дневное отделение МАИ (1944). В 1950 году окончил Высшие инженерные курсы при МВТУ им. Н. Э. Баумана. С 1947 года параллельно с учёбой работал в ОКБ-1 НИИ-88 ведущим конструктором (до 1955 года). Участник создания (ведущий конструктор) оперативно-тактической ракеты Р-11 и первой морской баллистической ракеты Р-11ФМ. В 1950—1952 годах работал инструктором ЦК ВЛКСМ. Был делегирован на Олимпиаду в Хельсинки в качестве заместителя руководителя по политической части команды по вольной борьбе.
В 1955 году по предложению Сергея Королёва назначен главным конструктором СКБ-385. С 1963 года — начальник предприятия и главный конструктор, с 1977 года — нач. предприятия, генеральный конструктор. Под его руководством КБ стало ведущей научно-конструкторской организацией страны, сформировалась разветвлённая кооперация НИИ, КБ, заводов-изготовителей, испытательных полигонов, решавшая задачи разработки, изготовления и испытания ракетных комплексов для Военно-Морского Флота.
Результат деятельности Макеева, руководимого им КБ и обширной кооперации предприятий — три поколения морских стратегических ракетных комплексов, принятых на вооружение ВМФ. В их числе комплексы с ракетами Р-21 — первой ракетой с подводным стартом (1963); Р-27 — первой ракетой с заводской заправкой топливом (1968), ставшей наиболее массовой отечественной БРПЛ; Р-29 — первой морской межконтинентальной ракетой (1974); Р-29Р — первой морской межконтинентальной ракетой с разделяющейся головной частью (1977); Р-39 — первой отечественной твердотопливной БРПЛ межконтинентальной дальности стрельбы с разделяющейся головной частью (1983); Р-29РМ — БРПЛ наивысшего в мировом ракетостроении энерго-массового совершенства, в дальнейшем получившая развитие в модификациях «Синева» и «Лайнер». В 1962 году в КБМ был разработан и сдан на вооружение сухопутный оперативно-тактический комплекс с ракетой Р-17, стартующей с самоходного стартового агрегата, известной под кодовым наименованием НАТО — Scud.
Отечественная школа морского ракетостроения, создателем и руководителем которой был В. П. Макеев, достигла мирового приоритета в ряде тактико-технических характеристик и конструктивно-компоновочных решений по ракетам, системам управления, стартовым системам. Основные приоритетные решения: размещение ракетных двигателей внутри баков горючего или окислителя, практически полное исключение объёмов ракеты, не используемых под топливо, применение астрорадиокоррекции на боевых ракетах, использование поясной амортизации из эластомерных материалов, заводская заправка ракеты топливом с ампулизацией баков. Под его руководством создана уникальная лабораторно-экспериментальная база, обеспечивающая комплексную наземную отработку ракет.
Автор 32 основополагающих изобретений, более 200 печатных работ, в том числе монографий.
Вёл большую преподавательскую работу, руководил аспирантурой. С 1960 по 1981 год — профессор, зав. кафедрой ЛА в ЧПИ, к 1981—1985 — зав. кафедрой проблем энергомашиностроения МФТИ. Инициатор сотрудничества Академии наук СССР и высшей школы с отраслями промышленности в области механики конструкций из композиционных материалов. Возглавляемый им Научный совет Академии наук СССР по названной проблеме играл важную роль в координации научных, исследований и проведения расчётно-экспериментальных работ. Выполненные под руководством и при участии Макеева исследования и разработки по тонкостенным оболочкам из композиционных материалов признаны Президиумом Академии наук СССР одним из важнейших достижений в области механики за 1981—1985 гг.
Под руководством и при непосредственном участии Макеева велось строительство миасского Машгородка с торговым центром, гостиницей, дворцами культуры и спорта. При содействии Макеева решались вопросы строительства и целевого финансирования важных городских объектов: ТЭЦ, ЛЭП, водохранилища и троллейбусного сообщения, телевизионной вышки, строительство нового железнодорожного вокзала и других объектов.
Скончался 25 октября 1985 года, в день своего 61-летия. Похоронен в Москве на Новодевичьем кладбище.

## Семья
Отец — Петр Иванович Макеев, рабочий Коломенского паровозостроительного завода, мастер, заместитель начальника отдела труда, начальник цеха Государственного завода № 22 Министерства авиационной промышленности СССР.
Мать — Клавдия Васильевна Макеева (в девичестве Константинова)
Жена — Галина Вадимовна Макеева (в девичестве Онищенко, 1932—2004). Похоронена в Москве на Новодевичьем кладбище рядом с мужем.
- Сын — Сергей Викторович Макеев (род. 1953)
- Сын — Александр Викторович Макеев (род. 1961)
- Дочь — Ольга Викторовна Макеева (род. 1964)

## Награды и звания
- дважды Герой Социалистического Труда (1961, 1974)
- лауреат Ленинской премии (1959)
- трижды лауреат Государственной премии СССР (1968, 1978, 1983)
- золотая медаль имени С. П. Королёва АН СССР (1973)[5]
- 5 орденов Ленина (1956, 1961, 1963, 1974, 1984)
- орден Октябрьской Революции (1971)
- медаль «За доблестный труд в Великой Отечественной войне 1941—1945 гг.» (1945)
- почётный гражданин Миасса (1997, посмертно)

## Память
- В 1991 году Конструкторское бюро машиностроения получило новое название и статус «Государственный ракетный центр имени академика В. П. Макеева».
- Именем академика В. П. Макеева названы проспект в Миассе, улицы в Коломне и Челябинске, гидрографическое исследовательское судно ВМФ России.
- Установлены бюсты в Миассе, Коломне, Челябинске и на северном морском полигоне ВМФ, установлена памятная доска на стене Московского авиационного института.
- В городе Северодвинске на доме № 57 по улице Первомайской, где Макеев жил с 1972 по 1984 год, установлена мемориальная доска[6].
- Учреждены стипендии его имени в Челябинском университете, МАИ, МФТИ, Военно-морской академии им. Кузнецова.
- Федерация космонавтики России учредила медаль им. академика В. П. Макеева.
- Государственный ракетный центр имени академика В. П. Макеева в 1988 году учредил премию имени В. П. Макеева
- Российская академия наук учредила медаль им. академика В. П. Макеева.
- Госкорпорация «Роскосмос» учредила медаль им. академика В. П. Макеева.
- Кабинет В. П. Макеева в Государственном ракетном центре превращён в музей.
- В Челябинске, в Южно-Уральском государственном университете Учебный центр ракетно-космической техники назван в честь В. П. Макеева.
- Морской транспорт вооружения «Академик Макеев» проекта 20183ТВ, на 2016 год в постройке[7].
- Почтовая марка и конверт РФ с портретом В. П. Макеева, 2024 год[8].